# Khướu mỏ dẹt nâu
Khướu mỏ dẹt nâu (danh pháp khoa học: Cholornis unicolor) là một loài chim trong họ Paradoxornithidae hoặc trong phân họ Paradoxornithinae của họ Sylviidae.
Loài này được tìm thấy ở miền trung và miền đông dãy núi Himalaya, cụ thể có ở Bhutan, Trung Quốc, Ấn Độ, Myanmar và Nepal.

## Phân loại
Đồng nghĩa:
- Heteromorpha unicolor Hodgson, 1843 (protonyme)
- Chlorornis paradoxa J.Verreaux,1870

Phân loài:
- Cholornis unicolor unicolor (Hodgson, 1843)
- Cholornis unicolor saturatior Rothschild, 1921